# إيستغاه راه أهن قرة تبة
إيستغاه راه‌ أهن قرة تبة هي قرية في مقاطعة سلماس، إيران. عدد سكان هذه القرية هو 119 في سنة 2006.